# Svinka (hora)
Svinka (slovensky Svinka, německy Swinka, Schweinekuppe, polsky Świnka, maďarsky Svinka, Szvinka) je hora  vysoká 2163 nebo 2162 m n. m., která je součásti Hřebene Sviniek (slovensky Hrebeň Sviniariek) ve Východních Tatrách. Od masívu Kolového štítu (2418 m n. m.) na jihovýchodě v hlavním hřebeni je oddělena třemi sedly (Štrbina za Bránou, Vyšná brána a Štrbina za Svinkou), a od vrcholu Kopa brán (2022 m n. m.) na severozápadě je oddělena sedlem Prostredná brána . 
Jihozápadní svahy sestupují ze Svinky do horní části údolí Čierne Javorové doliny. Nachází se zde řada škrapů, samotný svah je travnato-kamenitý a nepříliš strmý. Opačným směrem, do Kolové doliny, klesá Svinka třemi nepříliš přesně od sebe ohraničenými stěnami – severozápadní, severní a severovýchodní. První dvě jsou vysoké asi 500 m, třetí je nižší (asi 350 m). Severozápadní stěna sestupuje ze západního hřebene Svinky do úžlabiny pod Prostrednou bránou a k suti nad Kolové pleso, zatímco severní stěna sestupuje přímo k tomuto plesu. Prochází jí mohutná prohlubeň, na jejíž levé straně se nachází velký skalní pilíř. Severovýchodní stěna se zvedá nad Svinkovou kotlinou.
Na vrchol Svinky nevedou žádné značené turistické stezky, jako je tomu u jiných lokalit v Hřebeni Sviniek. Nejpohodlnější trasa pro horolezce vede na vrchol po hřebeni z Prostredné brány. Výstup severní stěnou je místy velmi obtížný (V na stupnici UIAA).
První turistické výstupy:
- Antoni Jakubski, Adam Konopczyński a Stanisław Szulakiewicz, 13. srpna 1908,

- zimní – Lubomír Šrámek, Zdeněk Záboj a Václav Zachoval, 31. března 1948.[4]

Je pravděpodobné, že kartografové byli na vrcholu již dříve, v druhé polovině 19. století.